# Powiat Gamō
Powiat Gamō (jap. 蒲生郡 Gamō-gun) – powiat w Japonii, w prefekturze Shiga. W 2024 roku liczył 31 899 mieszkańców.

## Miejscowości
- Hino
- Ryūō